# Palais Hadik-Barkóczy
Le Palais Hadik-Barkóczy (en hongrois : Hadik-Barkóczy-palota) est un édifice situé dans le 8e arrondissement de Budapest.
Il a été construit en 1896 par l'architecte Endre Lux pour Endre Hadik-Barkóczy (en) (1862-1931), membre de la Chambre des magnats (à partir de 1888, et président de cette chambre en 1917-1918) ; son dernier propriétaire était la baronne Kohner.